# Badeanstalt

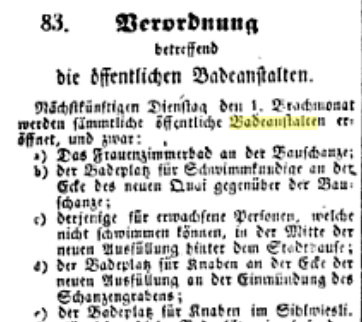
Verordnung betreffend der Badeanstalten in Zürich, 1839. Erwähnt sind unter anderem das Frauenbad am Stadthausquai,das Bauschänzli sowie ein Badeplatz am Schanzengraben

Als Badeanstalt, auch Badeanlage, bezeichnet man historisch (althochdeutsch bat, ‚warm baden‘) eine Einrichtung, in der etwa aus hygienischen oder gesundheitlichen Gründen Bäder genommen werden können. 
Heute versteht man darunter – insbesondere rechtlich – eher institutionalisierte und bauliche, öffentliche wie geschlossene Institutionen zum Baden als medizinische oder Freizeiteinrichtung (Badebetriebe, wie Schwimmbad, Freibad, Naturbad, Kurbad, im weiteren Sinne auch Saunen und Ähnliches).

## Badekur
Auf Bäderreisen wurde oft eine Verbindung von Bade- und Trinkkur vorgenommen. In der Beschreibung der eisenhaltigen Mineralquelle und Badeanstalt Kellberg nächst Passau von Professor J. Waltl aus dem Jahr 1839 findet man, nach ausgiebigen Schilderungen der touristischen Ziele in der Umgebung und einer Analyse der Boden- und Wasserbeschaffenheit, erst ab S. 87 einen Abschnitt zur „Methode der Anwendung des Mineralwassers“, wobei Hinweise zur Bade- und zur Trinkkur miteinander abwechseln. Über die Einrichtungen der Badeanstalt erfährt man einige Seiten später, dass „auch kalte Wannen-, Douche-, Tropf-, Staub-, Dampf- und Jodbäder eingerichtet sind“, womit aber die Beschreibung der „Anstalt“ schon wieder ihr Ende gefunden hat. Kaum ausführlicher äußert sich Bernhard Ritter in seinem Werk Niedernau. Kur- und Badeanstalt im Königreich Württemberg, Rottenburg 1869. Er schlägt einen langen historischen Bogen, beginnend mit der Römerzeit, ehe er schließlich auf die 1804 eingerichtete Raidtsche Badeanstalt zu sprechen kommt. Man erfährt, dass die Anstalt zu Ritters Zeit „14 Badcabinette und in den Stockwerken 70 Wohnzimmer, nebst einem Speise-, Conversations- und Tanzsaal“ enthielt, wozu noch eine weitere Unterkunft für 25 Gäste kam. Im Kapitel über die Badekuren werden Neckarbäder, Mineralwasser- und Tannennadelwannenbäder, Solbäder, Tannennadeldampfbäder und Duschen aufgeführt.

## Flussbadeanstalt

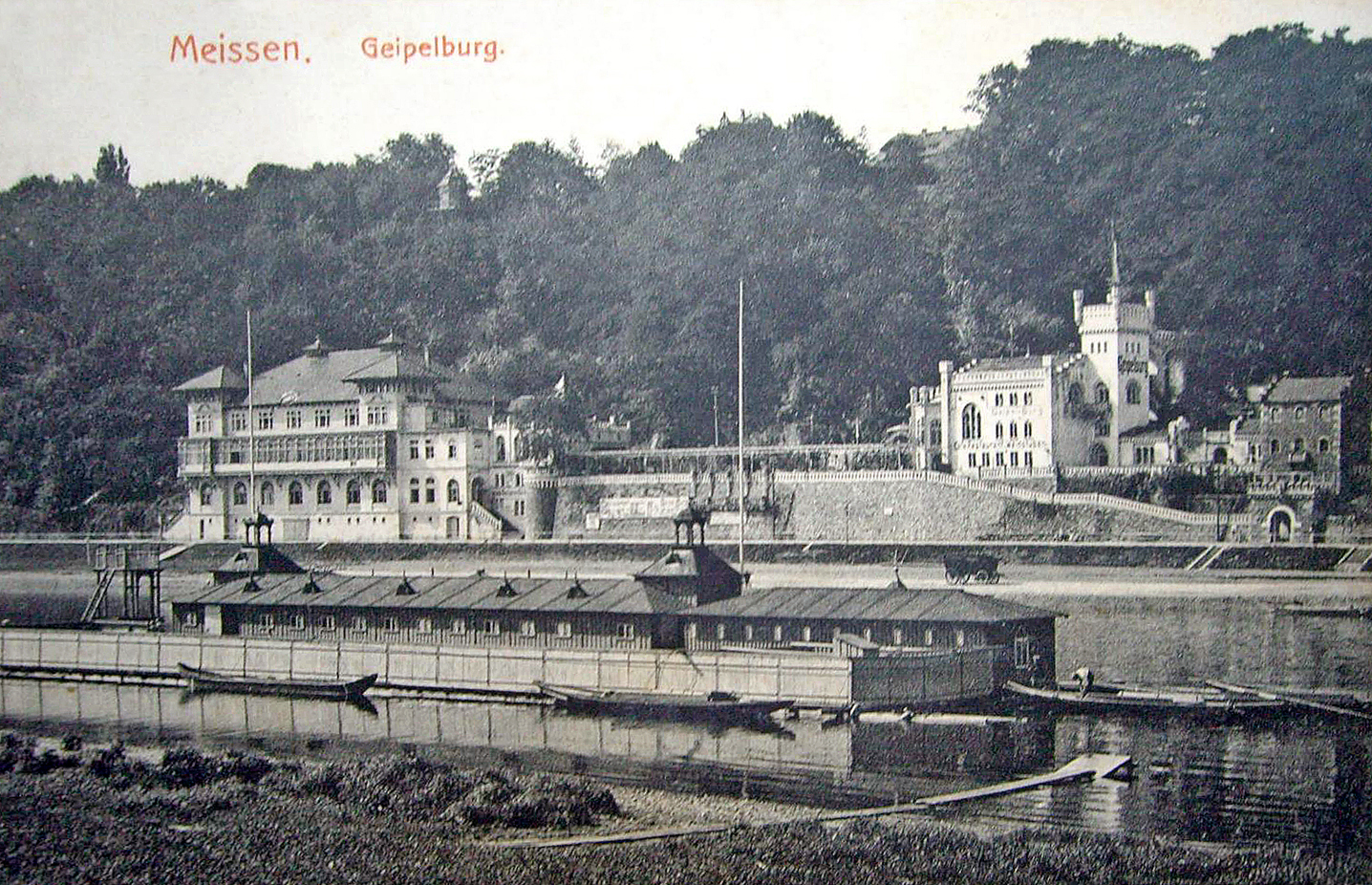
Schwimmende Badeanstalt auf der Elbe bei Meißen, Postkarte von vor 1937

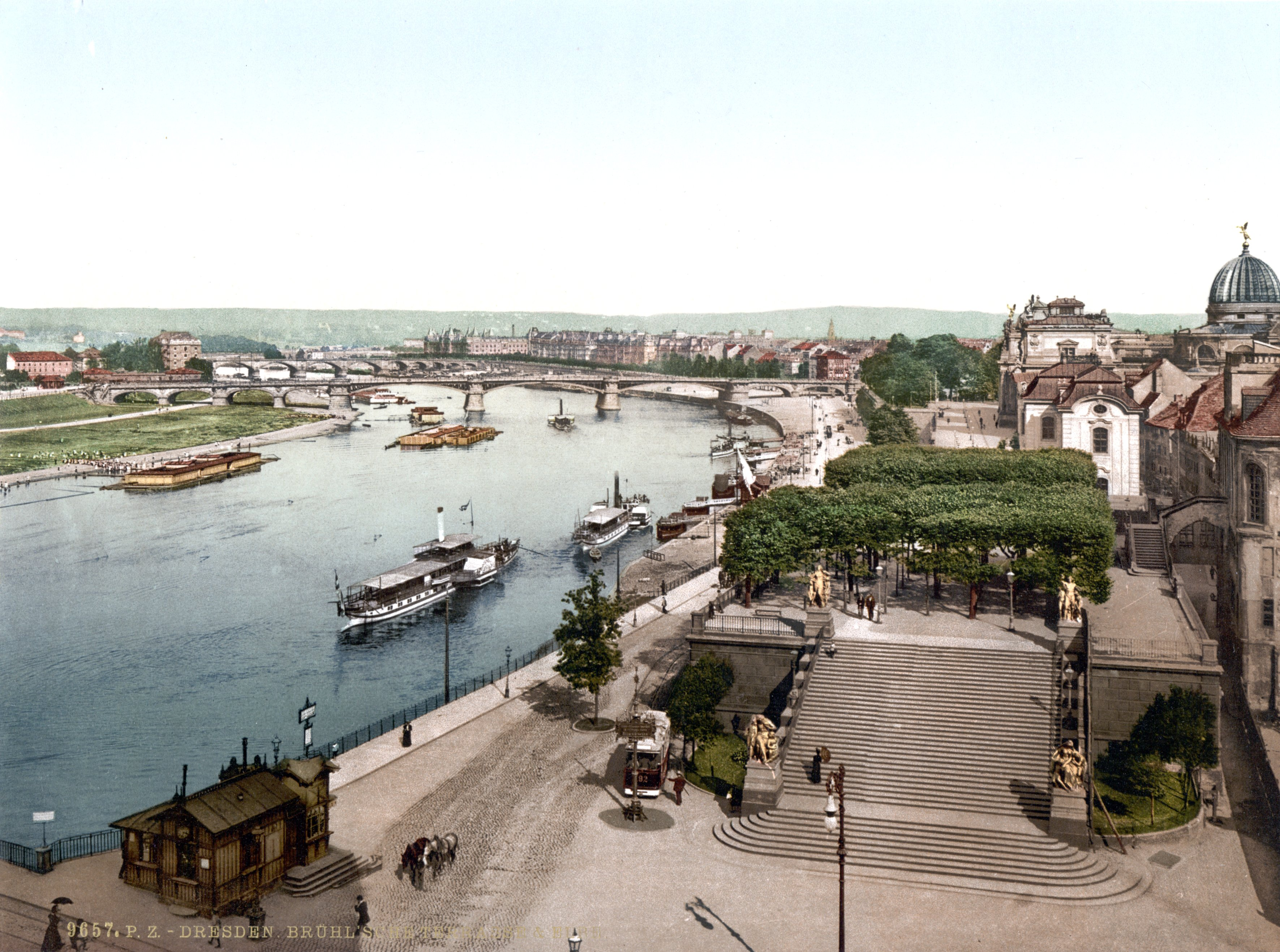
Schwimmende Badeanstalt auf der Elbe am Neustädter Elbufer in Dresden, 1900

Die erste Flussbadeanstalt in Europa wurde 1760 in Paris an der Seine angelegt. Es folgten beispielsweise Flussbadeanstalten im Rhein bei Mannheim im Jahr 1777, in der Donau bei Wien 1781 und in der Oder bei Breslau 1783. Hamburg besaß gegen Ende des 19. Jahrhunderts ungefähr 14 Flussbadeanstalten. Auf der Binnenalster lag ab 1793 ein von Johannes August Arend entworfenes Badeschiff mit zwölf Umkleidekammern, von denen aus die Gäste in sogenannte Badekästen steigen konnten – Lattenverschläge, durch die das Alsterwasser strömte. 1834 wurde das Flussbadeschiff von Johns eröffnet, das bis in die 1890er an verschiedenen Stellen vor dem Grasbrook lag. 1888 wurde die Alsterlust eröffnet, ein Lokal mit Badeanstalt, das auf Pfählen in der Alster ruhte und für Damen und Herren getrennte Schwimmbassins besaß, deren Wasser durch Wellenräder bewegt wurde.

## Seebadeanstalt
Als Seebadeanstalt wird eine Freibadeanstalt bezeichnet, die am Meer und nicht an einem Fluss gelegen ist. Als eine der ersten deutschen Seebadeanstalten wird die erste Königlich-Preußische Seebadeanstalt von 1797 auf der deutschen Nordseeinsel Norderney bezeichnet. Bei dem Wort Seebadeanstalt ist zu berücksichtigen, dass dies die örtliche Badeanstalt als solche benennt, während der Begriff „Seebad“ eine Ergänzung zum Ortsnamen ähnlich der Begriffe „Kurstadt“ oder „Heilbad“ darstellt.

## Bürgerbad
1824 beantragte der Cannstatter Bürger Johann Schiller die Genehmigung, neben dem allgemeinen, öffentlichen Flussbad eine Flussbadeanstalt für Kreise einrichten zu dürfen, die Vorbehalte gegenüber der öffentlichen Einrichtung hatten. Er fand zahlreiche Unterstützer. Diese Entwicklung zum bürgerlichen Salonbad mit Ausgrenzung der niedrigeren Stände war ein verbreitetes Phänomen; so durften etwa in Würzburg Bedürftige, die zuvor mit einem ärztlichen Attest Zutritt zu der Badeanstalt des Unternehmers Obert gehabt hatten, nach einer Umgestaltung dieser Anstalt dort nicht mehr baden. Obert sah stattdessen die Einrichtung eines separaten Kaltbades für die niederen Stände vor, wie es andernorts auch betrieben wurde, da die bürgerliche Kundschaft sich vor den Schmutzkrankheiten der Unterschicht ekelte und nicht mit dieser gemeinsam die Badeanlagen benutzen wollte. Die Bürgerbäder ersetzten das in den meisten Haushalten noch fehlende Badezimmer und dienten meist nicht ausschließlich der Körperhygiene, sondern waren häufig mit geselligem Beisammensein im abgeschlossenen Zirkel und Bewirtung verbunden.
In Eisenach gründete 1906 der leitende Kurarzt und Hygieniker Karl DuMont das Sophienbad als Kur- und Bürgerbad. Zusätzlich zum Badebetrieb mit Massage- und Trinkkurangeboten konnten die Besucher die im Keller und den Anbauten des Hauses befindliche Dampfwäscherei der Kurbadgesellschaft zu ermäßigten Preisen nutzen und steigerten somit die Rentabilität des Hallenbades, das erst 1990 geschlossen wurde.

## Volksbad
Das Wort „Badeanstalt“ war zeitweise eine andere Bezeichnung für Volksbad. Seit Mitte des 20. Jahrhunderts wurden einerseits viele Volksbäder geschlossen, weil Badezimmer in den Wohnungen sie überflüssig machten, andererseits wurden Frei- und Hallenbäder errichtet. Der traditionelle Begriff Badeanstalt blieb vielerorts erhalten und bezeichnete dann als neue Badeanstalt ein Schwimmbad.